# Mill Ends Park
Công viên Mill Ends (đôi khi bị gọi nhầm là công viên Mill's End) là một công viên đô thị nhỏ, gồm một cái cây, nằm ở dải trung tuyến của SW Naito Parkway, sát lối đi dọc theo sông Willamette, gần đường SW Taylor ở trung tâm thành phố Portland, Oregon, Hoa Kỳ. Công viên là một vòng tròn nhỏ, chỉ dài 2 ft (0,61 m), với tổng diện tích 452 inch vuông (0,292 m2). Đây là công viên nhỏ nhất trên thế giới, được công nhận lần đầu năm 1971, theo Sách Kỷ lục Guinness.

## Lịch sử

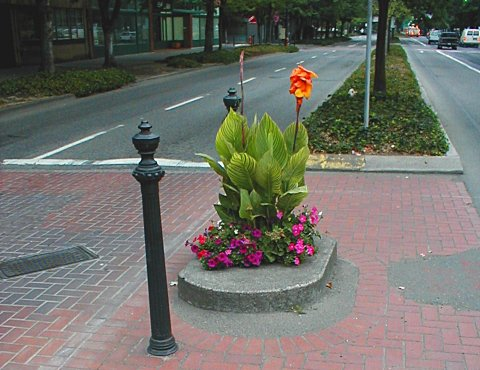
Công viên vào mùa hè 2004 (trước khi tu sửa)

Năm 1948, một chỗ trống được chuẩn bị để lắp đặt một cây cột đèn. Sau đó, khi cây cột chưa được dựng và cỏ dại mọc lên, nhà bình luận Dick Fagan của Tạp chí Oregon đã trồng hoa trong lỗ và đặt tên nó theo chuyên mục của mình trong bài báo: "Mill Ends" (gợi nhắc đến những mảnh gỗ không đều còn sót lại sau quá trình sản xuất tại các xưởng gỗ). Văn phòng của Fagan trong tòa nhà tạp chí hướng ra dải phân cách nằm ở giữa con đường đông đúc ở đằng trước (lúc đó được gọi là Đại lộ SW Front).
Công viên từng được dành riêng cho Ngày Thánh Patrick, 1976, là "thuộc địa leprechaun duy nhất ở phía tây Ireland ", theo Fagan.

### Nguồn gốc

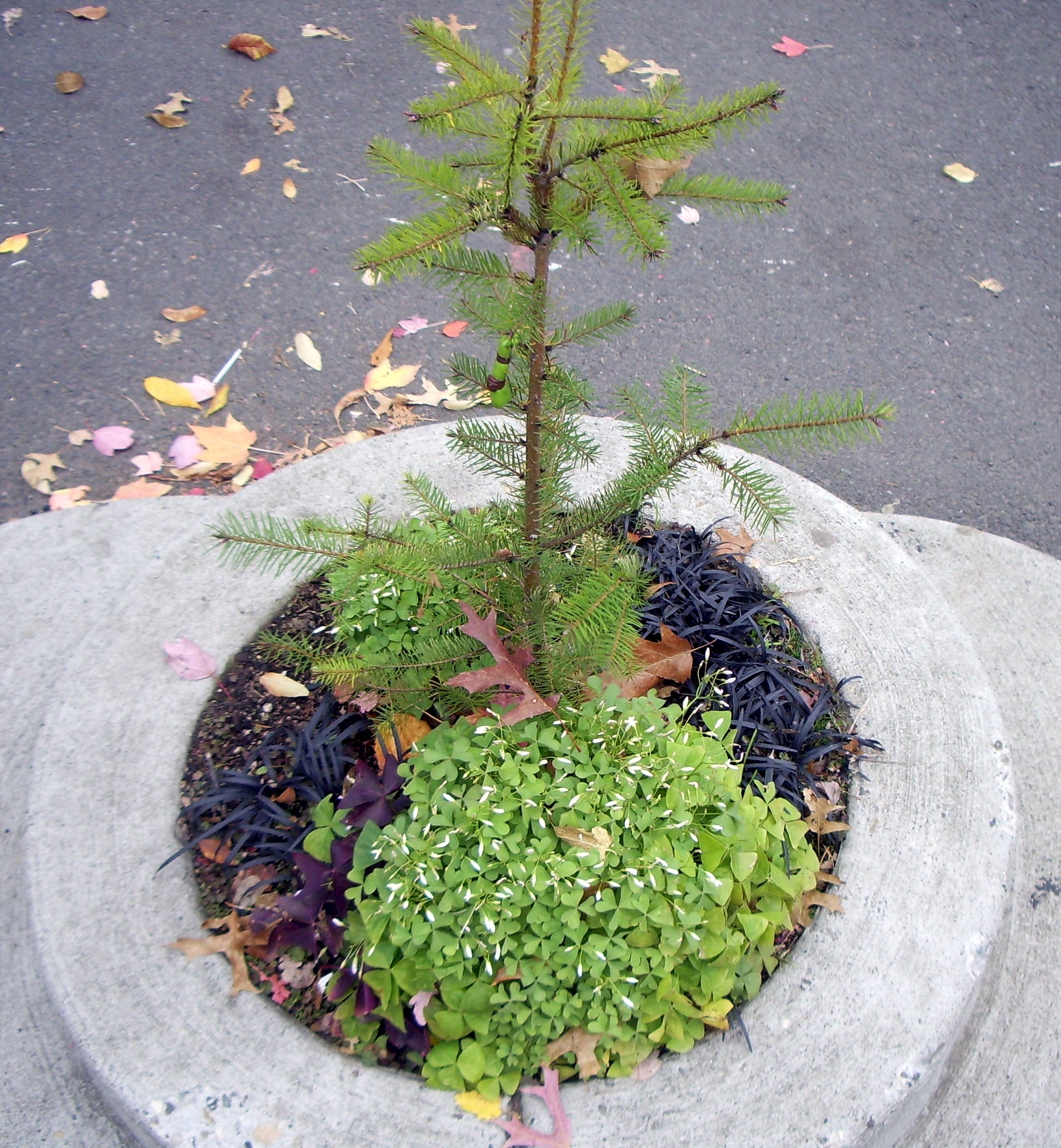
Công viên vào tháng 11 năm 2011

### Quá trình phát triển

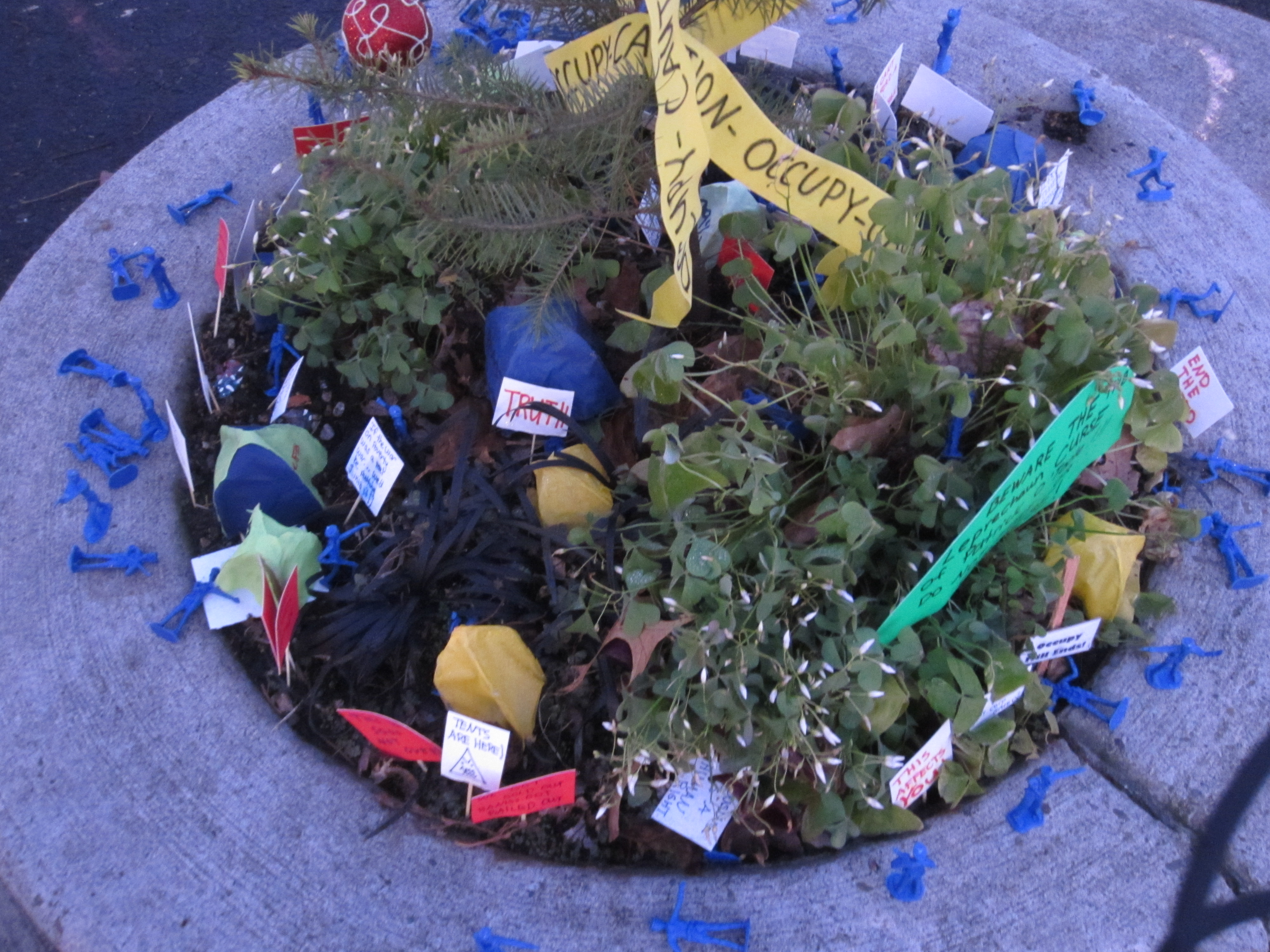
Công viên trong Occupy Portland, tháng 12 năm 2011